# Anumeta cestis
Anumeta cestis — вид метеликів родини еребід (Arctiidae).

## Поширення
Вид поширений в степовій зоні в Україні, на півдні Росії та у Казахстані.

## Спосіб життя
Є два покоління на рік. Метелики літають з квітня по липень. Личинки харчуються видами Calligonum.